# Château de Dio
Le château de Dio est une place forte médiévale dont la construction s'échelonne du XIe siècle au XIVe siècle.
Cet édifice classé au titre des monuments historiques domine le village de Dio-et-Valquières, dans le département de l'Hérault.

## Historique
La porte du château de Dio fait l’objet d’un classement au titre des monuments historiques depuis le 24 octobre 1930.